# محمد الجندي (لاعب كرة قدم مصري)
محمد الدين الجندي (1920 – 13 نوفمبر 1995)، لاعب كرة قدم مصري. ولد في السودان ، وشارك مع مصر في بطولة الرجال في دورة الألعاب الأولمبية الصيفية لعام 1948 . 

## روابط خارجية
- محمد الجندي (لاعب كرة قدم مصري) على موقع عالم كرة القدم.نت (الإنجليزية)
- محمد الجندي (لاعب كرة قدم مصري) على موقع أوليمبيديا (الإنجليزية)
- محمد الجندي في موقع كرة القدم العالمية.نت